# Методи Бекяров
Методий (Методи) Иванов Бекяров е български учител, офицер и общественик, деец на Македонската имиграция в България.

## Биография
Методи Бекяров е роден в Прилеп, тогава в Османската империя. Работи като български учител в Битоля, но през 1913 година е прогонен от новите сръбски власти в България.
Участва в Първата световна война като запасен подпоручик, началник на ешелон в дивизионното интендантство на Единадесета пехотна македонска дивизия, за отличия и заслуги през втория период на войната е награден с орден „За заслуга“ 
В 1921 година завършва право в Софийския университет.
През януари 1923 година е делегат от Прилепското благотворително братство на обединителния конгрес на СМЕО и МФРО.